# SabadellAtlántico
SabadellAtlántico fue la marca principal del grupo Banco Sabadell en el mercado español desde 2004 hasta 2015, cuando se anunció que Banco Sabadell había decidido unificar sus marcas territoriales bajo el nombre 'Sabadell'. En agosto de ese mismo año, se efectuaron los cambios de rotulación en las oficinas con las marcas SabadellAtlántico y SabadellCAM. SabadellHerrero, SabadellGuipuzcoano y SabadellGallego pasarán a adoptar también la nueva denominación en el futuro. SabadellUrquijo y SabadellSolbank conservarán su nombre.

## Adquisición e integración de Banco Atlántico
La marca comercial SabadellAtlántico se creó en 2004, después de la culminación de la integración tecnológica y operativa de Banco Atlántico en el grupo.
El 22 de diciembre de 2003, el Banco Sabadell registra ante la Comisión Nacional del Mercado de Valores (CNMV) la oferta pública de adquisición (OPA) sobre el 100% del capital de Banco Atlántico. 
La operación de compra se cerró el día anterior en Londres. Banco Sabadell alcanzó un acuerdo con el Arab Banking Corporation (ABC) – accionista mayoritario de Banco Atlántico durante los últimos 20 años con el 68,5% del capital de Banco Atlántico- y con BBVA, que poseía el 24,4% restante.

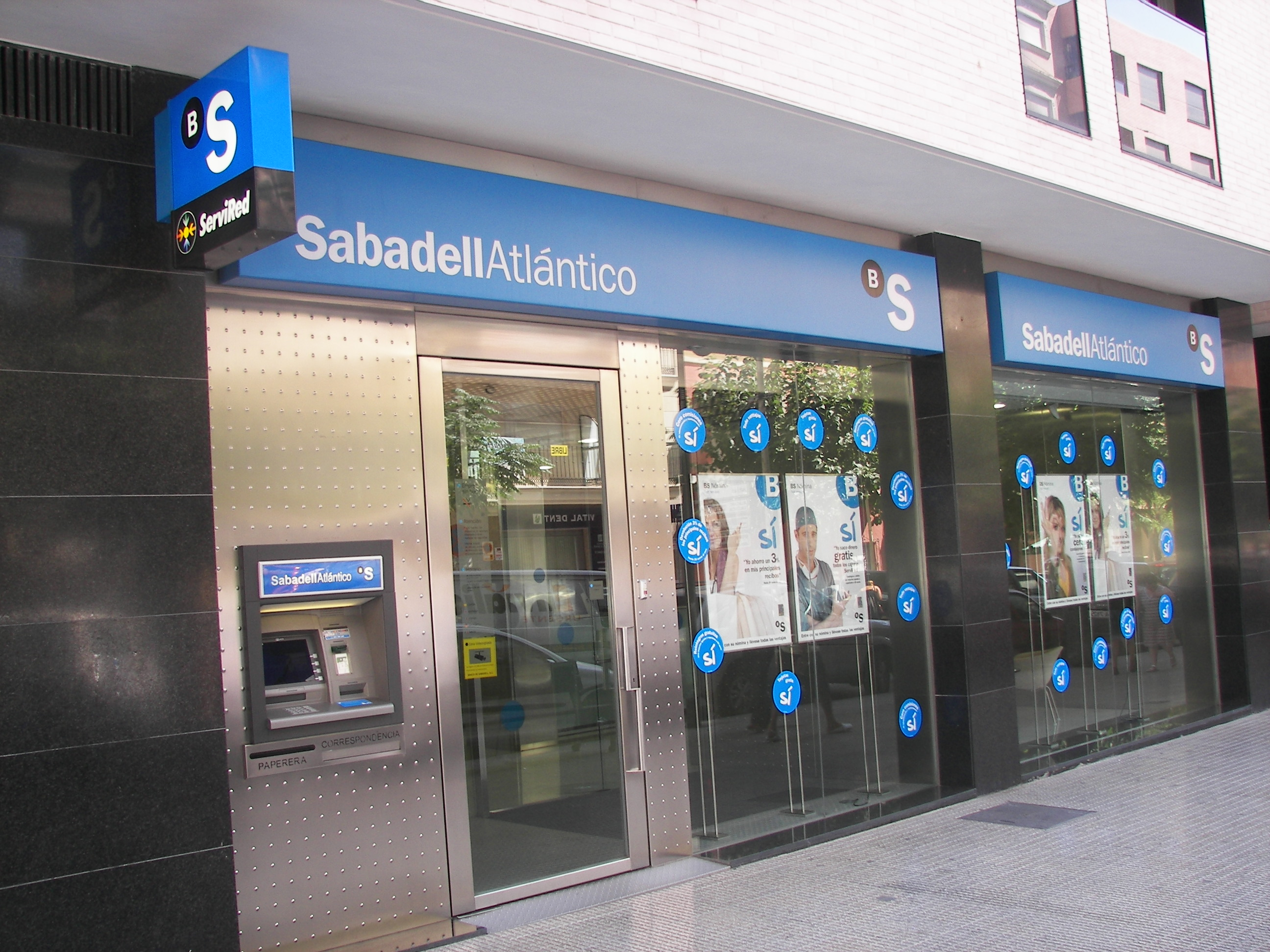

En la subasta por la adquisición de Banco Atlántico, Banco Sabadell se enfrentó con otros cuatro competidores: la Caja de Ahorros del Mediterráneo (CAM), el banco italiano Unicrédito, el belgoholandés Fortis y el banco público portugués Caixa Geral de Depósitos.
El presidente de Banco Sabadell, Josep Oliu, aseguró que la adquisición de Banco Atlántico por 1.500 millones de euros era el empuje final al programa estratégico de la entidad basado en la consolidación y el crecimiento. Una línea que Banco Sabadell presentó en 2002, con una nueva organización reforzada y una estrategia multimarca y multicanal, con nuevas líneas de negocio, un claro enfoque hacia el cliente y la consolidación y el crecimiento como objetivos.
Para poder financiar la adquisición de Banco Atlántico y formalizar la compra, Banco Sabadell realizó dos ampliaciones de capital dirigidas a accionistas de la entidad e inversores institucionales. 
Esta ampliación supuso la incorporación a la base de accionistas de Banco Sabadell de más de 350 inversores institucionales españoles, europeos y norteamericanos. Oliu calificó esta doble ampliación como un éxito que evidenciaba la confianza de los accionistas tradicionales y los nuevos inversores en las posibilidades que ofrecía la operación para el desarrollo de Banco Sabadell.
De hecho, con la adquisición de Banco Atlántico, Banco Sabadell pasó a ser el cuarto grupo bancario español. Además, la compra permitió a la entidad financiera aumentar significativamente su presencia territorial en toda Cataluña.
En julio de 2015, se anunció que Banco Sabadell había decidido unificar sus marcas territoriales bajo el nombre 'Sabadell'. En agosto, comenzarían a desarrollarse los cambios de rotulación en las oficinas con las marcas SabadellAtlántico y SabadellCAM. SabadellHerrero, SabadellGuipuzcoano y SabadellGallego pasarán a adoptar también la nueva denominación en el futuro. SabadellUrquijo y SabadellSolbank se mantendrán.